# Клумстова
Клумстова или Клумстово (латыш. Klumstova, 56°18′25″N 27°47′50″E) — латвийская деревня. Находится в Латгальском регионе Лудзенского края Рунденской волости. Почтовый адрес 5739, Клумстово присвоен код 100156938. В 2003 году официально в деревне было зарегистрировано около 10 человек. В деревне находится озеро Ворзовас (Клумстовское озеро). Имеется два родника. В Клумстова находится самая высокая возвышенность Рунденской волости.